# Sylwia D. Chrostowska
Sylwia D. Chrostowska est un écrivain spécialisé dans l'histoire intellectuelle de la pensée critique moderne. Elle est professeur en pensée continentale du XXe siècle à l'Université York de Toronto, où elle enseigne aussi la théorie sociale et politique.

## Travaux et écrits
Après avoir obtenu son doctorat en littérature comparée à l'Université de Toronto sous la direction de Brian Stock, elle a axé ses travaux universitaires sur l'histoire de la critique littéraire et sociale (XVIIIe – XXe siècle en Europe). Son premier livre, Literature on Trial (2012), examinait l'essor de la critique littéraire moderne liée au développement de la littérature en tant que domaine distinct. Elle écrit principalement sur la théorie critique de l'École de Francfort et sur l'utopisme et la nostalgie.
Son recueil de fragments composé dans l'esprit des auteurs d'aphorismes français et allemands a paru en français sous le titre Feux croisés : Propos sur l'histoire de la survie. Comme l'écrit Martin Rueff :  « Il faut donc imaginer une nouvelle "chaîne d'inspirés" inflammables, formée par les allumeurs de mèche (le Benjamin de Paris capitale du XIXe siècle, le Foucault de L'Archéologie du savoir, et maintenant Sylwia Chrostowska et ses Feux Croisés) ». Elle écrit également des articles traitant de divers sujets, tels que la mendicité, le surréalisme ou le cosmopolitisme.
En 2020 elle publie son deuxième roman, The Eyelid, où elle marie la critique sociale à la fiction onirique à travers un récit d'anticipation dystopique, inspiré, entre autres, par le surréalisme et dédié à la mémoire de Miguel Abensour. Dans un monde où le sommeil, tenu pour improductif, est banni, les rêves deviennent subversifs. Le narrateur tente de mettre sur pied une communauté de rêveurs afin d'abattre le système. Selon German Sierra, cet ouvrage « pourrait bien devenir un livre culte » et mérite de « figurer au sommet de la liste des chefs-d'œuvre de fiction utopico-dystopique ».
En 2024, Chrostowska a été co-commissaire, avec Joël Gayraud et Guy Girard, de la XIXe exposition internationale du surréalisme, « Merveilleuse utopie / Marvelous Utopia », dans les Maisons André Breton et Émile Joseph-Rignault à Saint-Cirq-Lapopie (Lot).

## Livres
- Utopia in the Age of Survival: Between Myth and Politics, Stanford University Press, 2021.
- A Cage for Every Child, Seattle, Sublunary Editions, 2021.
- The Eyelid, Coach House books, 2020.
- Matches: A Light Book, 2e édition augmentée, préface d'Alexander Kluge, Punctum Books, 2019.
- Literature on Trial: The Emergence of Critical Discourse in Germany, Poland, and Russia, 1700-1800, Toronto, Presses de l'Université de Toronto, 2012.
- Permission: A novel, Urbana-Champaign, IL, Dalkey Archive Press, 2013.
- Matches: A Light Book, Brooklyn, NY, punctum books, 2015.
- Political Uses of Utopia: New Marxist, Anarchist, and Radical Democratic Perspectives, co-édité avec James D. Ingram, New York, NY, Columbia University Press, 2017.

### En français
- Corps glorieux, traduit par Joël Gayraud, Gajan, Éditions Venus d'ailleurs, 2022.
- Feux croisés: Propos sur l'histoire de la survie, préface d'Alexander Kluge, traduit par Joël Gayraud, Paris, Klincksieck, coll. « Critique de la politique », 2019[4],[5],[6].
- Entretien sur T. W. Adorno avec Alexander Kluge (« Alors il s'est tourné vers moi »), traduit par Vincent Pauval, paru in Critique n° 871, déc. 2019 (Adorno, suites françaises).
- Adorno sur le seuil, traduit de l'anglais par Joël Gayraud, paru in Des pays habitables n° 6, Nérac, Pierre Mainard, 2022.
- Progressivement plus petit. D'une forme utopique de l'écriture, traduit de l'anglais par Joël Gayraud, paru in Po&sie n° 183-184, Paris,Belin, 2023